# Summer Paradise
Singles de Simple Plan
Jet Lag
(2011)
Singles par K'naan
Each Tear
(2010) Is Anybody Out There
(2012)
Singles par Sean Paul
She Doesn't Mind
(2011) Hold On
(2012)
Summer Paradise (prononcé : [sʌmə(ɹ) pɛɹədaɪs]) est une chanson du groupe canadien français Simple Plan en collaboration avec le rappeur K'naan ou l'artiste jamaïcain Sean Paul. Le single sort le 13 décembre 2011 en Australie en tant que 3e single officiel extrait de leur 4e album studio Get Your Heart On!. La chanson a été écrite par Emanuel Kiriakov, Keinan Warsame, Simple Plan et produite par Brian Howes. La chanson existe en 5 versions (avec le chanteur jamaïcain Sean Paul, en anglais et en français, avec le chanteur canadien K'naan, avec le groupe californien MKTO et avec le chanteur Taka du groupe japonais One ok rock).

## Formats et liste des pistes
Single digital – feat. K'Naan
1. "Summer Paradise" (feat. K'Naan) – 3:55

Single digital – feat. Sean Paul
1. "Summer Paradise" (feat. Sean Paul) – 3:54

EP digital – Allemagne, Autriche et Suisse
1. Summer Paradise (feat. Sean Paul) – 3:54
2. Summer Paradise – 3:54
3. Astronaut (Naked version) – 3:37
4. Loser of the Year (Acoustic version) – 3:49

Digital EP – Royaume-Uni
1. Summer Paradise (feat. Sean Paul) – 3:54
2. Summer Paradise (feat. K'Naan) – 3:55
3. Summer Paradise – 3:54
4. Astronaut (Naked version) – 3:37
5. Loser of the Year (Acoustic version) – 3:49

CD single – Allemagne, Autriche et Suisse
1. "Summer Paradise" (feat. Sean Paul) – 3:57
2. "Summer Paradise" – 3:54

## Classements et certifications
| Classement (2012)                          | Meilleure position |
| ------------------------------------------ | ------------------ |
| Australie (ARIA)                           | 4                  |
| Costa Rica (El Conteo 979)                 | 1                  |
| Autriche (Ö3 Austria Top 75)               | 7                  |
| Belgique (Ultratop 50 Flandre)             | 24                 |
| Belgique (Ultratop 40 Wallonie)            | 16                 |
| Canada (Canadian Hot 100)                  | 8                  |
| Tchéquie (IFPI Rádio)                      | 10                 |
| Danemark (Tracklisten)                     | 18                 |
| Europe (Euro Digital Songs)                | 15                 |
| France (SNEP)                              | 21                 |
| Allemagne (Media Control AG)               | 9                  |
| Hongrie (Rádiós Top 40)                    | 11                 |
| Irlande (IRMA)                             | 52                 |
| Israël (Media Forest)                      | 52                 |
| Italie (FIMI)                              | 7                  |
| Pays-Bas (Dutch Top 40)                    | 7                  |
| Pays-Bas (Mega Single Top 100)             | 22                 |
| Nouvelle-Zélande (RIANZ)                   | 28                 |
| Norvège (VG-lista)                         | 5                  |
| Pologne (ZPAV)                             | 4                  |
| Écosse (OCC)                               | 8                  |
| Slovaquie (IFPI Rádio)                     | 7                  |
| Espagne (PROMUSICAE)                       | 47                 |
| Espagne Airplay (PROMUSICAE)               | 20                 |
| Suède (Sverigetopplistan)                  | 4                  |
| Suisse (Schweizer Hitparade)               | 11                 |
| Royaume-Uni (UK Singles Chart)             | 12                 |
| Venezuela Pop Rock General (Record Report) | 9                  |

| Pays      | Organisme    | Certifications | Ventes  |
| --------- | ------------ | -------------- | ------- |
| Australie | ARIA         | 2 × Platine    | 140 000 |
| Autriche  | IFPI         | Or             | 15 000  |
| Canada    | Music Canada | 2 × Platine    | 160 000 |
| Danemark  | IFPI         | Platine        | 30 000  |
| Italie    | FIMI         | Platine        | 30 000  |
| Suisse    | IFPI         | Platine        | 30 000  |

## Historique de sortie
| Pays        | Date             | Format                                       | Label          |
| ----------- | ---------------- | -------------------------------------------- | -------------- |
| Australie   | 13 décembre 2011 | Téléchargement digital – featuring K'Naan    | Lava, Atlantic |
| Monde       | 28 février 2012  | Téléchargement digital – featuring Sean Paul | Lava, Atlantic |
| Italie,     | 2 mars 2012      | Airplay – featuring Sean Paul                | Lava, Atlantic |
| Allemagne,  | 27 avril 2012    | EP Digital, CD single                        | Lava, Atlantic |
| Autriche,   | 27 avril 2012    | EP Digital, CD single                        | Lava, Atlantic |
| Suisse,     | 27 avril 2012    | EP Digital, CD single                        | Lava, Atlantic |
| Royaume-Uni | 19 août 2012     | Digital EP                                   | Lava, Atlantic |